# Zendaya
Zendaya Maree Stoermer Coleman (Oakland, Kalifornija, 1. rujna 1996.), poznata pod imenom kao Zendaya, američka je glumica i pjevačica. Dobila je razna priznanja, uključujući dvije nagrade Primetime Emmy i nagradu Zlatni globus. Časopis Time proglasio ju je jednom od 100 najutjecajnijih ljudi na svijetu 2022. godine.
Rođena i odrasla u Oaklandu u Kaliforniji, Zendaya je započela karijeru kao dječji model i plesačica. Njen otac Kazembe Ajamu Coleman je Afroamerikanac porijeklom iz Nigerije, a majka Claire Stoermer ima njemačko i škotsko porijeklo.
Na televiziji je debitirala kao Rocky Blue u seriji „Shake It Up” (2010. – 2013.) i glumila glavni lik u seriji „K.C. Undercover” (2015. – 2018.) Njezin dugometražni debi dogodio se 2017. s filmom „Spider-Man: Povratak kući”, a kasnije je glumila u njegovim nastavcima. Njena uloga Rue Bennett, u HBO-ovoj tinejdžerskoj dramskoj seriji „Euforija” (2019. – danas) učinila ju je najmlađom dobitnicom Primetime Emmy Awards za najbolju glavnu glumicu u dramskoj seriji, koju je osvojila dva puta. Njezine ostale filmske uloge uključuju mjuzikl: Najveći showman (2017.), romantičnu dramu Malcolm & Marie (2021.) i znanstvenofantastične filmove Dina (2021.) i Dina: Drugi dio (2024.).
Osim glumačke karijere, Zendaya se okušala i u glazbi. Godine 2011. izdala je singlove "Swag It Out" i "Watch Me", potonji je nastao u suradnji s Bellom Thorne. Potpisala je ugovor s Hollywood Recordsom 2012. Njezin istoimeni debitantski studijski album (2013.) izdan je s umjerenim uspjehom. Glavni singl s albuma, "Replay", stigao je među 40 najboljih na američkoj Billboard Hot 100 ljestvici. Zendayin najveći komercijalni uspjeh kao glazbenice došao je s njezinom suradnjom sa Zacom Efronom, "Rewrite the Stars", sa soundtracka Najveći showman (2017.) Singl je dospio među 20 najboljih na nekoliko ljestvica ploča i dobio je multi-platinaste certifikate prodaje širom svijeta. Zendaya je također napisala i izvela nekoliko pjesama za seriju „Euforiju”.

## Galerija
- Zendaya 2017.
- Zendaya 2018.
- Zendaya 2019.